# Adam Cole
Austin Jenkins (5 de julio de 1989, Lancaster, Pensilvania, Estados Unidos), más conocido como Adam Cole, es un luchador profesional estadounidense que actualmente trabaja para All Elite Wrestling. Anteriormente era conocido por haber trabajado en la WWE en la marca NXT, también estuvo en independientes reconocidas como Pro Wrestling Guerrilla (PWG) y Ring of Honor (ROH).
Dentro de sus logros, está el haber sido cinco veces Campeón Mundial al haber obtenido tres veces el Campeonato Mundial de ROH, una vez Campeón de NXT y una vez el Campeonato Mundial de PWG. También ha sido una vez Campeón Mundial Televisivo de ROH, una vez Campeón Mundial Peso Pesado Junior de la CZW, una vez e inaugural Campeón Norteamericano de NXT, una vez Campeón en Parejas de NXT juntos a Kyle O'Reilly, Bobby Fish y Roderick Strong, que lo convierte en el segundo Campeón de Tres Coronas de NXT, también fue una vez Campeón Mundial en Parejas de ROH junto a MJF lo que lo convierte en el octavo Campeón de Tres Coronas de ROH. Además, fue el ganador de Best of the Best X de 2011, Battle of Los Angeles de 2012 y el tercer ganador del Dusty Rhodes Tag Team Classic con Kyle O'Reilly y ganador del Men's Owen Hart Cup de 2022.

## Carrera

### Combat Zone Wrestling (2008–2017)
Jenkins fue entrenado en la Combat Zone Wrestling (CZW) Wrestling Academy por Jon Dahmer y DJ Hyde. El 14 de noviembre de 2007 se convirtió en un estudiante oficial de la academia. Hizo su debut en la CZW en el evento No Pun Intended bajo el nombre de Adam Cole el 21 de junio de 2008, haciendo equipo con The Reason, perdiendo ante GNC (Joe Gacy & Alex Colon). Su siguiente aparición fue el 13 de septiembre en el Chri$ Ca$h Memorial Show, donde derrotó a Tyler Veritas en un CZW Wrestling Academy showcase match. Tras esto, tuvo su primer feudo, contra GNC, enfrentándose a ellos en varias ocasiones con diferentes compañeros. El 11 de octubre, GNC & EMO derrotaron a Cole, L.J. Cruz & HDTV. En el siguiente evento, Night of Infamy 7: Greed, GNC derrotó a Cole & HDTV. Cole tuvo su primera victoria sobre GNC en Cage Of Death 10: Ultraviolent Anniversary donde él, Veritas & Cruz derrotaron a GNC & EMO.
En 2009, empezó a hacer equipo regularmente con Tyler Veritas. En X: Decade of Destruction – 10th Anniversary, ganaron un gauntlet match contra equipos como The S.A.T., L.J. Cruz & Izzy Kensington, 2.0, A.M.I.L. y GNC. En el siguiente evento en marzo, ganaron un combate contra Jagged & Cole Calloway, GNC, y Team AnDrew (Andy Sumner & Drew Gulak). Después de tomarse un descanso de la CZW, regresó a la empresa en A Tangled Web 2 el 8 de agosto, donde ganaron a BLKOUT, Team Macktion (TJ Mack & Kirby Mack) y the Spanish Armada (L.J. Cruz & Alex Colon). En Down With The Sickness Forever, retaron a The Best Around (TJ Cannon & Bruce Maxwell) por el Campeonato Mundial en Parejas de la CZW, pero fueron derrotados. El resto de 2009, lucharon separados, formando parte de un torneo para coronar al primer Campeón de Televisión por Cable de la CZW. Cole derrotó a Alex Colon y Rich Swann para llegar a la final, celebrada en Cage of Death 11, pero ahí fue derrotado por Veritas.
En Walking on Pins and Needles, celebrado en marzo de 2010, se enfrentó a Sabian hasta quedar empate por alcanzar el límite de tiempo de 15 minutos. A finales de año, empezó a luchar por el Campeonato Mundial Peso Pesado Junior de la CZW, enfrentándose el 10 de abril en Swinging For The Fences al campeón Sabian, quedando de nuevo en empate por alcanzar el límite de tiempo. El 8 de mayo, ganó el título al derrotar a Sabian en un combate en el que también participó Ruckus en Fist Fight. Cole retuvo el título durante 553 días, defendiéndolo ante luchadores como Ryan Slater en junio y agosto y a Blk Jeez en septiembre. En It's Always Bloody in Philadelphia, cambió a Heel, tras atacar a Veritas. Esa misma noche, defendió con éxito el título ante AR Fox. En noviembre, se unió a la gira de la CZW por Alemania, defendiendo el título ante Zack Sabre, Jr. en Live In Germany en Oberhausen. Al mes siguiente, Mia Yim se convirtió en su mánager, ayudándole a retener el campeonato en dos luchas diferentes en Cage Of Death XII.
En Twelve: Anniversary en febrero de 2011, se clasificó para el torneo Best of the Best X al derrotar a Pinkie Sánchez. El 9 de abril, en Best of the Best X, llegó a la final al derrotar a Kyle O'Reilly y Johnny Gargano en la primera ronda y a Sabre en la segunda. Se enfrentó a Sami Callihan en la final, alzándose con la victoria y ganando el torneo. Gracias a esto, se alió con su entrenador DJ Hyde, quien le ayudó a retener el título ante Fox en mayo. El resto del año mantuvo el título ante luchadores como Jonatham Gresham, Chuck Taylor o AJ Curcio. Finalmente, lo perdió el 12 de noviembre ante Callihan a pesar de que Hyde y Yim interfirieron a su favor, terminando su reinado de 553 días, el más largo en la historia del título.
En An Excellent Adventure en enero de 2012, se enfrentó a Devon Moore por el Campeonato Mundial Peso Pesado de la CZW, pero fue derrotado. Su alianza con Hyde terminó en Best of the Best 11, cuando Hyde eligió a Tony Nese como su nuevo protegido. El 10 de noviembre en el evento Night of Infamy interrumpió a Sami Callihan cuando este estaba a punto de defecar en el centro del ring, comenzando una pelea callejera entre ambos, lo cual los llevó a enfrentarse el 8 de diciembre en el evento Cage of the Dead 14 en un No Holds Barred Match donde Cole se llevó la victoria.
El 9 de febrero de 2013 en el 14th Anniversary de CZW, hizo pareja con Jessicka Havok siendo derrotados por Sami Callihan y LuFisto. El 9 de marzo en Wanted debió enfrentar al oponente que Callihan eligiera, siendo Tommy Dreamer su oponente contra el cual perdió, tras la lucha Cole retó a Callihan a una lucha final en Best of the Best.

### Otras promociones (2009–2017)

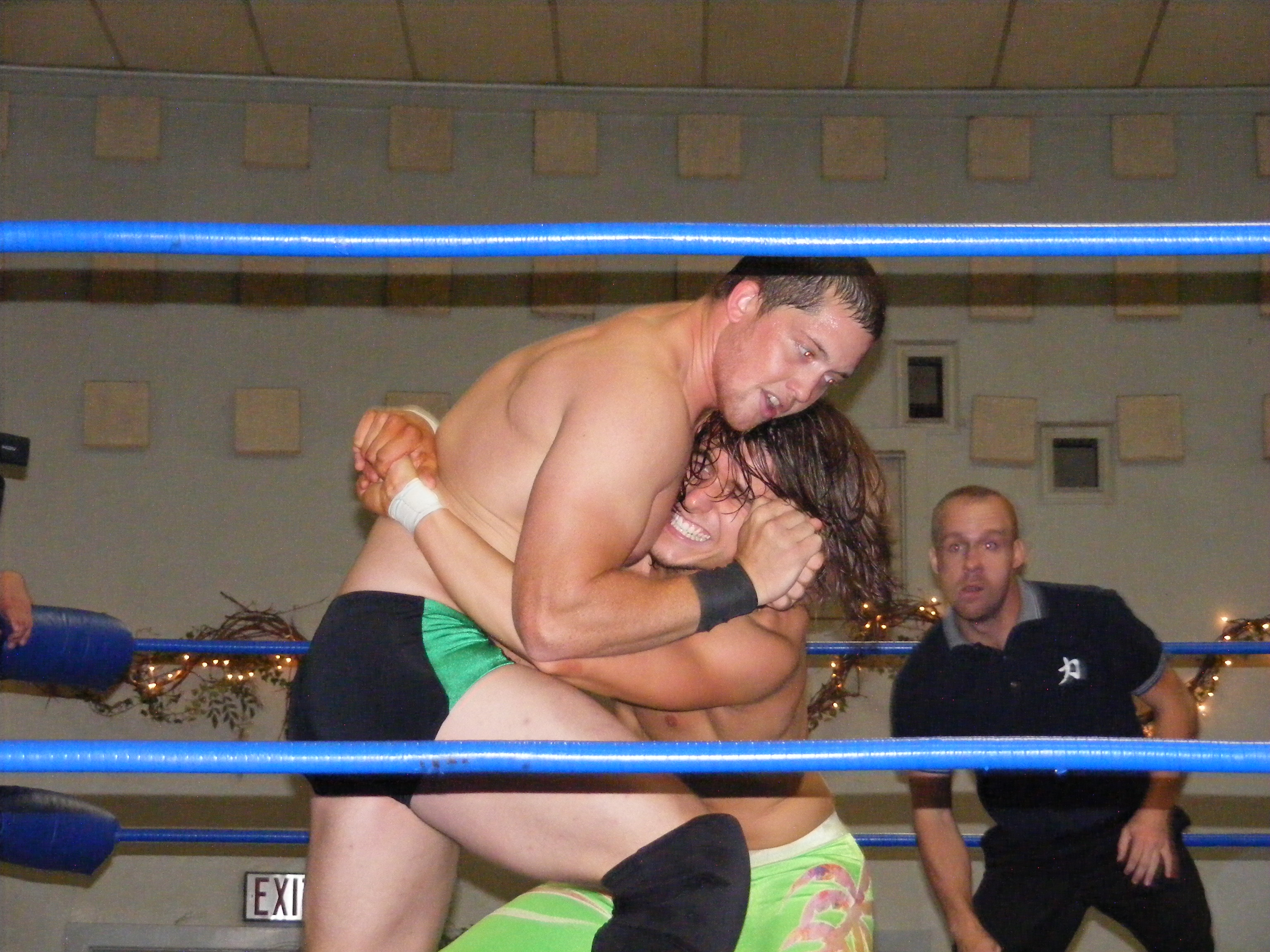
Cole (derecha) enfrentándose a Kyle O'Reilly en los cuartos de final del Young Lions Cup tournament de 2010 de Chikara.

El 7 de agosto de 2009, derrotó a Qenann Creed para ganar el MCW Rage Television Championship. Retuvo el título durante cuatro meses hasta que el 26 de diciembre lo perdió ante Ryan McBride. Tras cambiar su nombre a Adam Cole, recuperó el título dos meses después, el 27 de febrero de 2010. Esta vez, lo retuvo hasta el 31 de julio, donde Cole & Tyler Hilton fueron derrotados por Cobian & Tommy Dreamer, por lo que, debido a las estipulaciones, Cobian ganó el título.
El 7 de noviembre de 2009, derrotó a VSK, ganando el Campeonato Híbrido de la WXW C4. Lo perdió ante Dave Rose el 6 de marzo de 2010 después de 5 meses de reinado.
El 20 y 21 de noviembre de 2009, derrotó a cuatro oponentes (DJ Hyde, Ryan McBride, Quinn Nash y Eric Enders) para ganar el primer Battle of Gettysburg tournament de la Ground Breaking Wrestling. Con su victoria, obtuvo una oportunidad por el título contra Greg Excellent en abril de 2010, pero perdió.
Su debut en Evolve fue el 1 de mayo de 2010, en el evento Evolve 3: Rise Or Fall, perdiendo ante Sami Callihan. En Evolve 4, derrotó a Johnny Gargano para obtener su primera victoria en la empresa. Tras esto, retó a Jimmy Jacobs. Ambos lucharon en EVOLVE 5: Danielson vs. Sawa, pero fue derrotado.
Cole hizo su aparición en Dragon Gate USA (DGUSA) en las grabaciones del PPV Open the Freedom Gate el 28 de noviembre de 2009, perdiendo en el pre-show ante Kyle O'Reilly. El 24 de julio de 2010, apareció en el PPV Enter the Dragon 2010 pay-per-view contra Chuck Taylor, Arik Cannon y Ricochet, siendo Taylor el ganador.
El 28 de agosto de 2010, participó en el torneo de Chikara por la Young Lions Cup. Derrotó a Kyle O'Reilly en los cuartos de final, pero fue eliminado en la siguiente ronda por Obariyon.
El 30 de abril de 2011, participó en el torneo de la East Coast Wrestling Association Super 8 Tournament. Consiguió derrotar a Sami Callihan y Austin Aries hasta llegar a la final, pero perdió ante Tommaso Ciampa. El 30 de noviembre, en el evento de la Premiere Wrestling Xperience What Doesn't Kill You Makes You Stronger 2, derrotó a Caleb Konley, ganando el Campeonato Peso Pesado de la PWX. El 23 de febrero perdió el título de la PWX contra Caleb Konley.

### Ring of Honor (2009-2017)
Cole hizo su debut en Ring of Honor (ROH) el 28 de febrero de 2009, perdiendo ante John Kerman en el dark match de las grabaciones de Ring of Honor Wrestling. El 26 de julio tuvo su primer combate televisado, haciendo equipo con Nick Westgate contra the Kings of Wrestling (Chris Hero & Claudio Castagnoli), siendo derrotados.

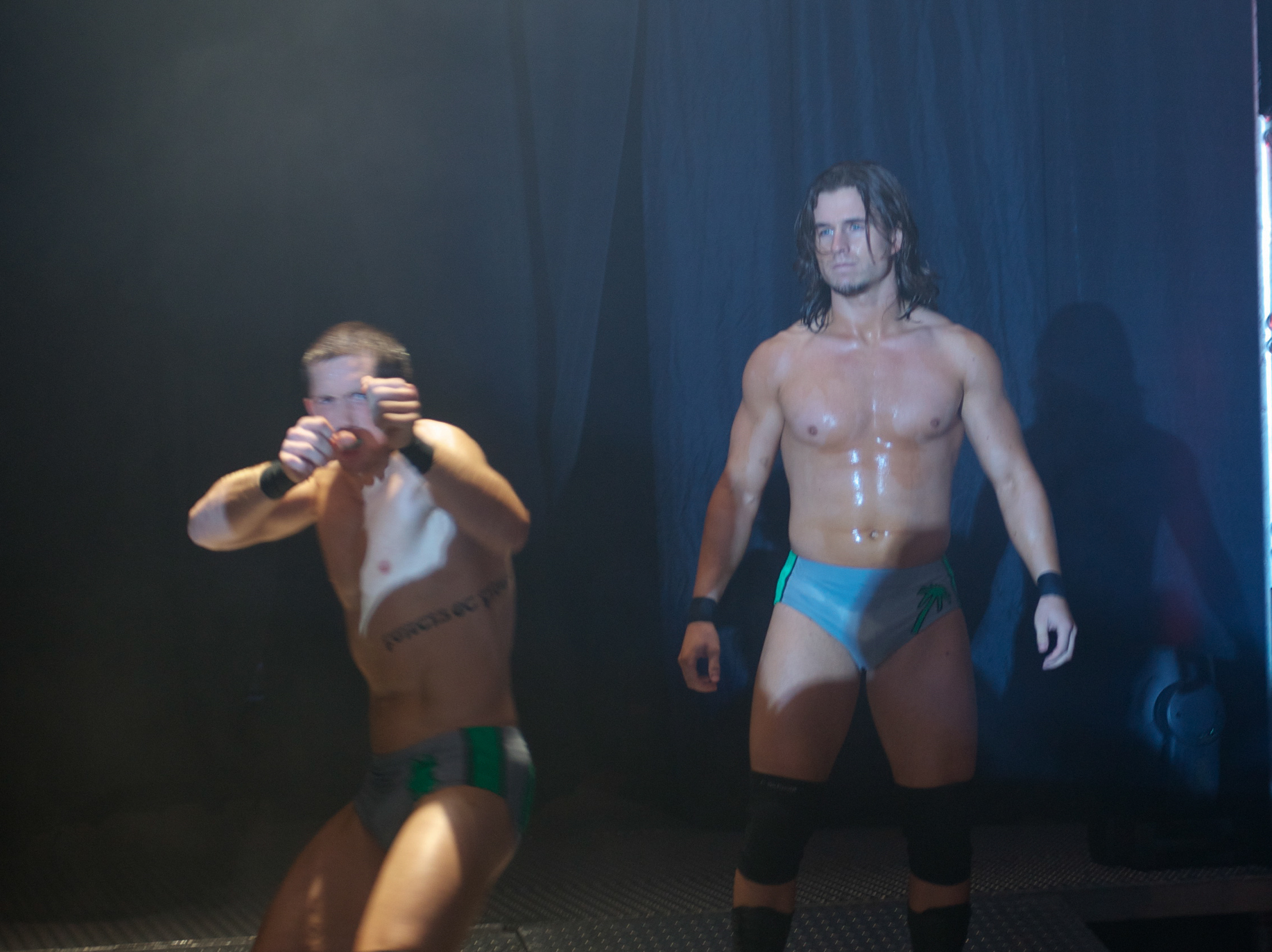
Future Shock: Kyle O'Reilly (izquierda) y Cole (derecha) en un evento de Ring of Honor en agosto de 2011.

El 23 de agosto de 2010, Cole firmó un contrato con la empresa. Luego, empezó a hacer equipo con el también debutante Kyle O'Reilly, formando un equipo. El 2 de octubre, tuvieron su primera victoria derrotando a Grizzly Redwood & Mike Sydal. Perdieron ante Steve Corino & Kevin Steen el 15 de octubre y ante the All Night Express (Kenny King & Rhett Titus) el día siguiente. El 12 de noviembre, participó en el torneo Survival of the Fittest, derrotando a Corino en la primera ronda, pero perdiendo en la segunda. Hizo su debut en un PPV en Final Battle, siendo derrotados por the All Night Express. Los días 1 y 2 de abril participaron en los dos eventos de Honor Takes Center Stage, perdiendo el primer día ante The Briscoe Brothers (Jay & Mark) y el segundo ante the Kings of Wrestling. El 8 de julio, derrotaron a the Bravado Brothers, consiguiendo una oportunidad por el Campeonato Mundial en Parejas de ROH. El 25 de julio se anunció que Cole había firmado nuevamente con la promoción . El 13 de agosto en Ring of Honor Wrestling, su equipo fue llamado Future Shock.
Sin embargo, el 7 de enero de 2012, el equipo se disolvió y Cole se unió a Eddie Edwards, mientras que O'Reilly se unió al rival de Edwards, Davey Richards. El 4 de marzo, en el 10th Anniversary Show, Cole & Edwards derrotaron a O'Reilly & Richards en el evento principal, consiguiendo Cole cubrir a Richards, el entonces Campeón Mundial de ROH. El 24 de junio en Best in the World, derrotó a O'Reilly en un "Hybrid Rules" match.Tras el combate, intentó hacer las paces con Kyle, pero la rechazó.
El 29 de junio de 2012, derrotó a Roderick Strong, ganando el Campeonato Mundial Televisivo de ROH, ganando su primer título en la empresa. Defendió exitosamente el título en la edición del 8 de septiembre de ROH TV contra Michael Elgin luego de que la lucha terminase sin resultado tras la interferencia de S.C.U.M y The House of Truth. En Death Before Dishonor X retuvo el título tras derrotar a Mike Mondo, combate tars el cual tuvo una cara a cara con Matt Hardy, quien estaba de asistente. El 13 de octubre de 2012, volvió a retener el título en un iPPV, Glory By Honor XI, esta vez ante Eddie Edwards. El 16 de diciembre en Final Battle: Doomsday, tuvo un enfrentamiento con Hardy sin el título el juego, siendo derrotado después de que le diera un golpe bajo y le cubriera con un Roll-Up.
En la transmisión de ROH TV del 26 de enero de 2013, retuvo el Campeonato de la Televisión contra BJ Whitmer. Finalmente el 2 de marzo en el IPPV, ROH 11th Anniversary perdió el título ante Matt Taven. En Border Wars obtuvo una lucha por el Campeonato Mundial de ROH contra Jay Briscoe pero no logró ganar, tras la lucha Cole tuvo la ligera intención de ayacar a Briscoe pero no lo hizo, durante las siguientes semanas la actitud de Cole cambió durante sus luchas mostrándose no interesado en darle la mano a sus oponentes. El 1 de junio enfrentó a Roderick Strong siendo derrotado, tras la lucha Strong quiso darle la mano a Cole pero este lo rechazó, una semana después Cole se disculpó con Strong y le dio la mano. Cole y Strong se enfrentaron nuevamente en Best in the World, donde Cole ganó por conteo fuera al lanzar a Strong sobre una mesa y decidir no llevarlo de vuelta al ring.
Luego de que el Campeonato Mundial de ROH fuera dejado vacante por Jay Briscoe, se inició un torneo para coronar a un nuevo Campeón, Cole participó en el torneo derrotando a Mark Briscoe en la primera ronda y a Jay Lethal en los cuartos de final. El 20 de septiembre en Death Before Dishonor XI derrotó a Tommaso Ciampa en la semifinal, llegando a la final en donde derrotó a Michael Elgin ganando el Campeonato Mundial de ROH, tras la lucha el excampeón Jay Briscoe le hizo entrega del cinturón pero Cole lo atacó con un Superkick haciendo evidente su turn Heel. El 28 de septiembre tuvo su primera defensa titular logrando derrotar a Mark Briscoe. En Glory By Honor XII hizo parte del equipo de campeones junto a Matt Taven y reDRagon siendo derrotados por Michael Elgin, Jay Lethal, Cedric Alexander y Caprice Coleman, siendo Cole el último eliminado de su equipo por Elgin quien gracias a que consiguió la victoria sobre Cole, ganó una oportunidad por el título mundial, sin embargo tras la lucha los dos fueron atacados por Jay Briscoe. En Final Battle, Cole finalmente derrotó a Elgin y Jay Briscoe en una Triple Threat Match con ayuda de Matt Hardy reteniendo el título, sin embargo Chris Hero hizo su regreso a ROH atacando a Hardy y Cole.
El 21 de febrero de 2014 en el 12th Anniversary Show, Cole retuvo el título contra Hero, luego en Raising the Bar Night 1 y 2 retendría contra Matt Taven y Hero respectivamente, luego de esto continúo su rivalidad con Jay Briscoe quien alegaba ser el verdadero campeón, por lo cual en Supercard of Honor VIII el campeonato fue decidido en una Ladder War donde Cole salió victorioso. En los eventos conjuntos entre ROH y NJPW, Cole defendió exitosamente su título contra Kevin Steen y Jushin Thunder Liger respectivamente, tras esto en el final del último show atacó a los protagonistas del evento principal autoproclamándose como el "mejor en el mundo", tras esto inició un feudo con Michael Elgin al que enfrentó en Best in the World perdiendo finalmente el título.

### Pro Wrestling Guerrilla (2011–2017)
Cole hizo su debut en Pro Wrestling Guerrilla (PWG) el 22 de octubre de 2011, junto a Kyle O'Reilly como Future Shock, siendo derrotados por The Young Bucks (Matt & Nick Jackson) en un combate por los Campeonatos Mundiales en Parejas de la PWG. El 10 de diciembre, en Fear, fueron derrotados por RockNES Monsters (Johnny Goodtime & Johnny Yuma). El 21 de abril de 2012, Future Shock participó en el torneo anual Dynamite Duumvirate Tag Team Title Tournament (DDT4), donde llegaron a las semifinales, perdiendo ante los ganadores del torneo, the Super Smash Bros. (Player Uno & Stupefied). El 21 de julio en el noveno aniversario de la promoción, se enfrentaron a the Super Smash Bros. por los Campeonatos Mundiales en Parejas de la PWG en un ladder match donde también luchaban The Young Bucks. Sin embargo, retuvieron los campeones.
El 1 de septiembre, participó en el torneo 2012 Battle of Los Angeles bajo su gimmick heel de "Panama City Playboy". Tras derrotar el primer día a El Generico en la primera ronda, logró derrotar a Eddie Edwards al día siguiente, pasando a la final. Ese mismo día, derrotó a Sami Callihan y a Michael Elgin en la final, coronándose como campeón del torneo y recibiendo una oportunidad por el Campeonato Mundial de PWG. Tras su victoria, atacó al campeón Kevin Steen, robándole su título. El 1 de diciembre en Mystery Vortex, derrotó a Kevin Steen en un Guerrilla Warfare Match ganado el Campeonato Mundial de PWG. El 12 de enero participó en el torneo DDT4 junto a Kyle O´Reilly derrotando en primera ronda a Roderick Strong y Eddie Edwards, pero en segunda ronda fueron derrotados por Kevin Steen y El Genérico. El 22 de marzo en All Star Weekend 9 Cole y O'Reilly fueron derrotados por Brian Cage y Michael Elgin, la noche siguiente Cole logró retener el título contra Drake Younger. El 15 de junio en Is Your Body Ready? derrotó a Sami Callihan en un Iron Man Match reteniendo el título. El 9 de agosto en TEN, retuvo de nuevo el título tras derrotar a Drake Younger y Kevin Steen en una Triple Threat Match. El 30 de agosto en Battle of Los Angeles hizo equipo con The Young Bucks derrotando a Forever Hooligans y TJ Perkins, la noche siguiente de nuevo hizo equipo con The Young Bucks derrotando a Candice LeRae, AR Fox y Rich Swann, esa misma noche se alió con The Young Bucks y Kevin Steen atacando al ganador del torneo, Kyle O'Reilly. El 19 de octubre en Matt Rushmore retuvo el título contra Kyle O'Reilly tras la interferencia de Steen. El 20 de diciembre en All Star Weekend X, Cole retuvo el título contra Chris Hero quien hacía su regreso a PWG, la siguiente noche retuvo de nuevo el título esta vez frente a Johnny Gargano.

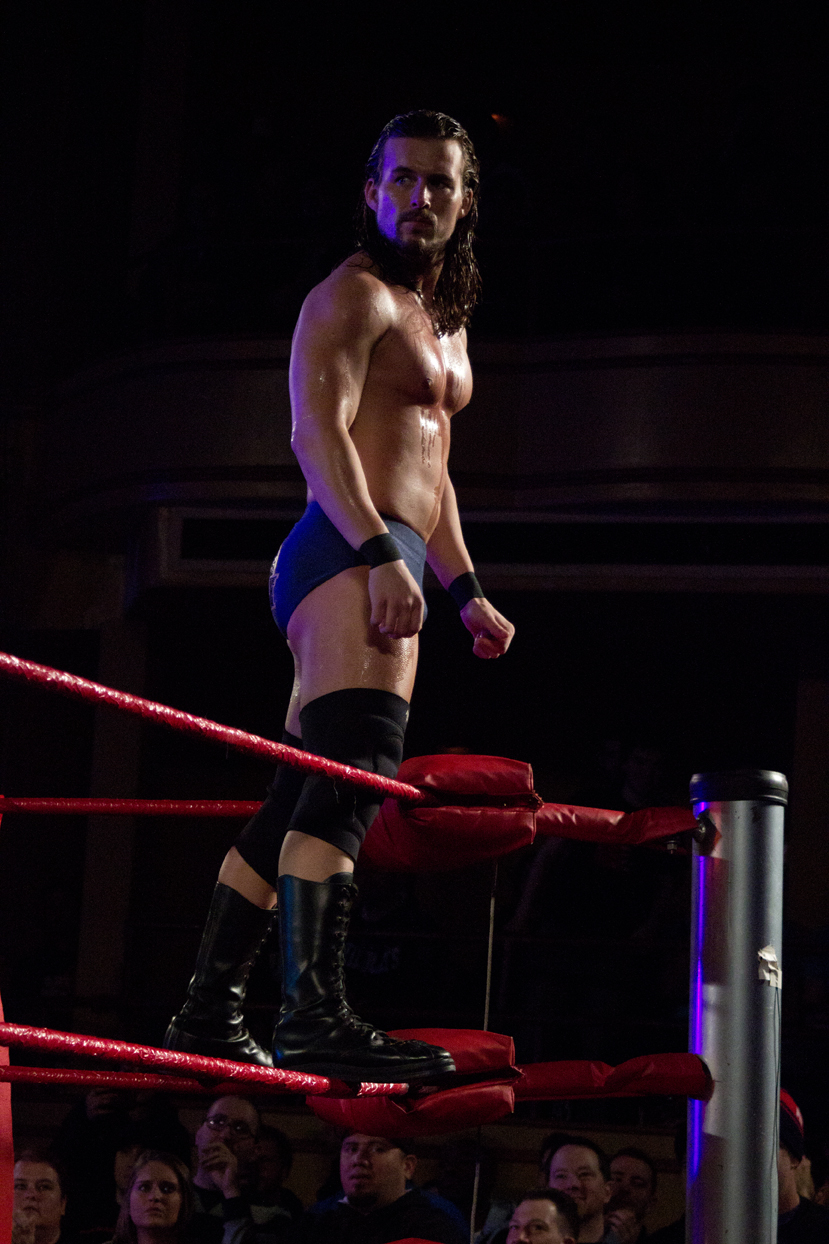
Cole en Supercard of Honor VII en abril de 2013

El 31 de enero de 2014 partició en el DDT4 junto a Kevin Steen, derrotando a Joey Ryan y Candice LeRae en la primera ronda, sin embargo en la segunda ronda fueron derrotados por Chuck Taylor y Trent? debido a la distracción de Candice LeRae con quien llevó su feudo hasta Mystery Vortex II donde Cole retuvo el título. Finalmente el 23 de mayo en Sold our Soul for Rock 'n Roll fue derrotado por Kyle O'Reilly en un Knockout or Submission Only Match perdiendo el campeonato. En ELEVEN enfrentó a Roderick Strong para determinar al retador por el título, pero fue derrotado. Mientras que en "Black Cole Sun", Adam Cole derrotaría a Cedric Alexander en un Singles Match, Vía Pinfall.

### WWE (2017-2021)

#### NXT (2017-2021)
El 14 de agosto de 2017, múltiples fuentes confirmaron que Jenkins había firmado oficialmente con WWE y estaría trabajando en su  territorio de desarrollo NXT. Cole hizo su debut en NXT el 19 de agosto en NXT TakeOver Brooklyn III, atacando al recién coronado Campeón de NXT Drew McIntyre, junto con Bobby Fish y Kyle O'Reilly, estableciéndose como un Heel en el proceso
El mes siguiente, el stable de Cole, Fish y O'Reilly se autonombró oficialmente como The Undisputed Era.
Durante las siguientes semanas atacaron a otros equipos, The Undisputed Era se puso en un WarGames Match en NXT Takerover: WarGames contra SAnitY (Alexander Wolfe, Eric Young y Killian Dain) y el equipo de The Authors of Pain (Akam y Rezar y Roderick Strong.
En NXT: WarGames el 18 de noviembre de 2017, The Undisputed Era ganó después de que Cole ejecutó un Shining Wizard en una silla de acero en Eric Young, este fue el primer WarGames Match desde septiembre del 2000. El 12 de diciembre en NXT, Cole fue derrotado por Aleister Black en una lucha clasificatoria para una lucha fatal de cuatro esquinas para determinar el contendiente número uno para el Campeonato NXT, que también involucró a Johnny Gargano, Killian Dain, y Lars Sullivan en el episodio del 27 de diciembre en NXT donde Cole interfirió y le costó a Black la lucha. Esto llevó a que Cole enfrentara a Black en NXT TakeOver: Philadelphia en un Extreme Rules Match donde Cole fue derrotado por Black, a pesar de la interferencia de Fish y O'Reilly.
El 28 de enero de 2018, en el Royal Rumble Match, ¡Adam Cole BAY BAY! hizo una entrada sorpresa en el Royal Rumble Match entrando de #23; su primera aparición en el roster principal. Fue eliminado por Rey Mysterio. El 7 de abril en NXT TakeOver: New Orleans, Cole ganó el inaugural Campeonato Norteamericano de NXT el 7 de abril de 2018 en un Ladder Match que incluía a Ricochet, EC3, Lars Sullivan, Killian Dain y Velveteen Dream, y más tarde en la noche ganó el Dusty Rhodes Tag Team Classic y retuvo los Campeonatos en Pareja de NXT todo esto después de que Roderick Strong traicionara a Pete Dunne

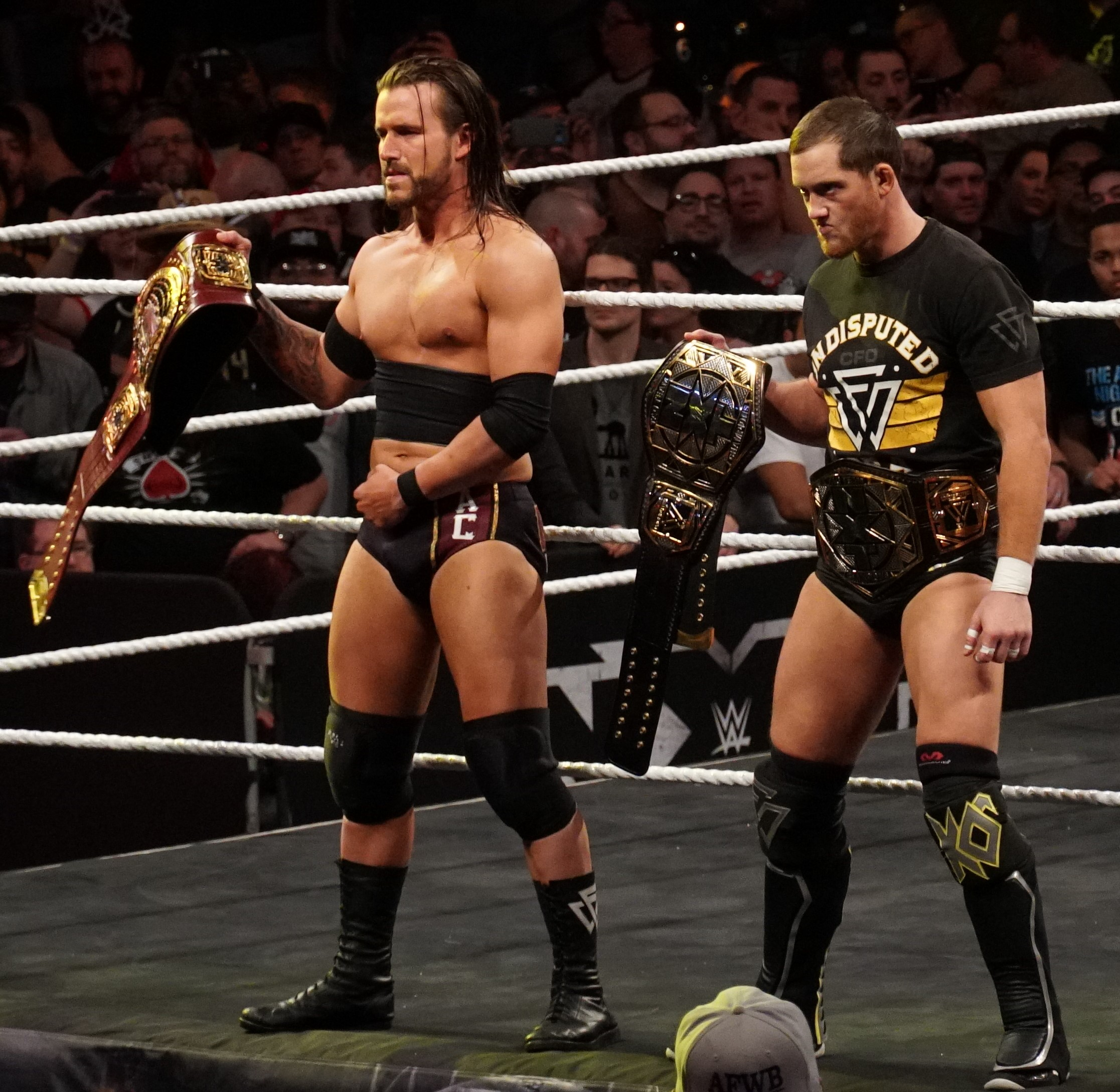
Cole (izquierda) con The Undisputed Era con Kyle O'Reilly en NXT TakeOver: New Orleans en abril de 2018.

El 25 de abril, Cole derrotó Oney Lorcan en su primera defensa del título. En NXT TakeOver: Brooklyn IV, Cole perdió el Campeonato Norteamericano de NXT contra Ricochet, terminando su reinado a 133 días. En el episodio del 10 de septiembre de NXT, Cole no pudo recuperar el Campeonato Norteamericano de NXT en una lucha que también incluyó a Pete Dunne.
El 1 de junio, en la vigésimo quinta edición de NXT Takeover XXV obtuvo el NXT Championship venciendo a Johnny Gargano en una de las mejores peleas del año (al igual que su anterior pelea donde Gargano se había coronado campeón NXT Takeover NY).
En NXT TakeOver: XXV, Cole derrotó a Gargano en una revancha para ganar el campeonato por primera vez.  Defendió con éxito el título contra Gargano en dos de tres caídas en NXT TakeOver: Toronto el 10 de agosto. 
En octubre, Cole y The Undisputed Era comenzaron una pelea con Tommaso Ciampa. En la edición de noviembre 1 episodio de SmackDown, Cole era uno de los muchos miembros de la NXT lista para invadir SmackDown bajo las órdenes de Triple H . En NXT TakeOver: WarGames el 23 de noviembre, The Undisputed Era fue derrotado por Team Ciampa (Ciampa, Keith Lee , Dominik Dijakovic y Kevin Owens ) en un combate de WarGames. La noche siguiente en Survivor Series, Cole retuvo el Campeonato de NXT contra Pete Dunne.
En NXT TakeOver: Portland el 16 de febrero, Cole retuvo con éxito su título contra Tommaso Ciampa. El 19 de marzo, Cole se convirtió en el Campeón de NXT con reinado más largo, rompiendo el récord anterior de Finn Bálor de 292 días, y superaría la marca de un año como campeón el 1 de junio de ese año. En NXT TakeOver: In Your House el 7 de junio, Cole retuvo el campeonato contra Velveteen Dream en una Backlot Brawl. Sin embargo, durante la segunda noche de The Great American Bash el 8 de julio, Cole perdió el Campeonato NXT ante el Campeón Norteamericano de NXT Keith Lee en una lucha Winner Takes All, poniendo fin al reinado récord de Cole a los 403 días. 
Después de perder el Campeonato NXT, Cole empezó a tener actitudes de Face por primera vez en su carrera en la WWE cuando comenzó una rivalidad con el locutor Pat McAfee, después de que los dos discutieran en el programa de entrevistas de McAfee y McAfee pateara a Cole en la cabeza el 5 de agosto. Esto llevó a un partido entre los dos que se estableció para NXT TakeOver XXX,  que Cole ganó. Cole consolidó su cambio a Face en el episodio del 30 de septiembre de NXT después de llamar a Austin Theory, quien había insultado a O'Reilly esa misma noche durante una promo detrás del escenario.
Cole y los otros miembros de Undisputed ERA continuarían peleando con Pat McAfee, Pete Dunne, Oney Lorcan y Danny Burch. Durante las próximas semanas en NXT, Pat McAfee se burlaría de la efectividad indiscutible hasta que regresaron en el episodio del 18 de noviembre de NXT. El gerente general de NXT, William Regal, anunciaría que ambos equipos se enfrentarían en NXT Takeover: WarGames. En el evento, Undisputed ERA derrotaría al equipo McAfee. De cara al 2021, Adam Cole y Roderick Strong anunciarían su participación en el Dusty Rhodes Tag Team Classic masculino. En el episodio del 13 de enero de NXT, Cole y Strong se enfrentarían a Breezango en la primera ronda y saldrían victoriosos. En el episodio del 3 de febrero de NXT, Cole y Strong no pudieron seguir adelante ya que fueron derrotados por el equipo de Tommaso Ciampa. y Timothy Thatcher en los cuartos de final.
Cole no luchó en NXT Takeover: Vengeance Day, celebrado el 15 de febrero del 2021. No obstante, tanto él como el resto de The Undisputed ERA aparecieron en el evento principal para ayudar a Finn Balor, después de que fue atacado por Pete Dunne, Oney Lorcan y Danny Burch. Mientras The Undisputed ERA y Balor estaban celebrando, Cole atacó con una Superkick a Balor y luego a su compañero de equipo, Kyle O'Reilly, cambiando a Heel. Con esto, comenzó una rivalidad con su colega O'Reilly.
El 8 de abril, Cole y O'Reilly lucharon en el Main Event de la segunda noche de NXT TakeOver: Stand & Deliver. En el citado combate, O'Reilly venció a Cole en un Unsanctioned Match. En NXT TakeOver: In Your House 2021, ambos participaron en el Main Event, el cual era un combate a cinco bandas por el NXT Championship, en manos de Karrion Kross. No obstante, Kross retuvo con éxito.
El NXT del 6 de julio fue una edición especial conocida como "The Great American Bash", en memoria del PPV del mismo nombre. Allí se volvieron a enfrentar Cole y O'Reilly, esta vez con victoria de Cole. Pero lejos de terminar la rivalidad, Kyle volvió a atacar brutalmente a Cole en el NXT del 27 de julio, luego de que este derrotó a Bronson Reed.
Desde el 2 de agosto del 2021, algunos medios especializados han sostenido que el contrato de Cole había vencido a inicios de julio y que firmó una prórroga, por lo cual terminaría sus obligaciones contractuales con WWE a fines de agosto. Luego, saldrían informaciones de que la empresa negoció con él por un contrato para trabajar en el Main Roster, pero sin éxito. El 22 de agosto en NXT TakeOver 36, Cole cayó derrotado ante O'Reilly en un Three Stages of Hell Match, siendo su última fecha oficial con WWE.

### All Elite Wrestling (2021-presente)

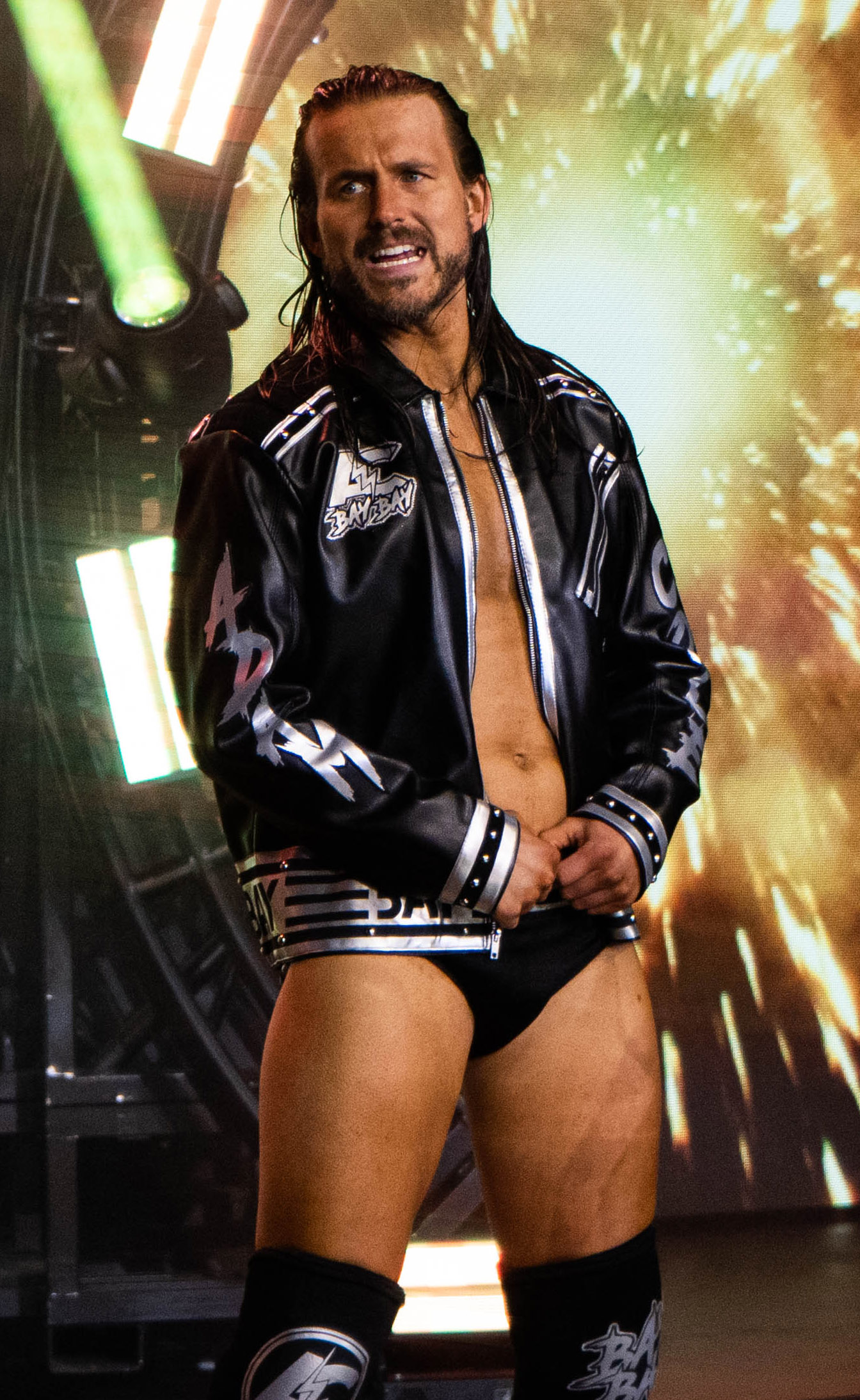
Cole durante un evnto de AEW en junio de 2022.

El 5 de septiembre de 2021, Cole hizo su debut en All Elite Wrestling (AEW) en el evento All Out, luego del evento principal al reunirse con los excompañeros de Bullet Club Kenny Omega y The Young Bucks (Matt Jackson y Nick Jackson), además de unirse a The Elite.

## Vida personal
Jenkins tiene un hermano menor. Sus padres se separaron cuando tenía 10 años.
Jenkins cita a Shawn Michaels como el luchador que le inspiró para convertirse en luchador. Además, de joven aprendió karate. Uno de sus pasatiempos es el buceo.
Jenkins estuvo en una relación con la también luchadora profesional Britt Baker. En octubre de 2024, Jenkins confirmó en una entrevista con Sports Illustrated que él y Baker ya no estaban juntos, pero siguen siendo amigos.

## En lucha
- Movimientos finales
  - The Boom / Last Shot (WWE) (Shining Wizard en la nuca o rostro) –2017–presente
  - Panama Sunrise[5] (Diving Front Flip Piledriver)[7] – 2012–presente

- Movimientos de firma
  - Florida Key (Bridging cross-armed suplex)
  - Corona Crash (Inverted DDT)
  - Cole-ateral[5] (Scoop brainbuster)[7]
  - Corona Kick (Jumping big boot)[7]
  - Figure Four Leg-Lock
  - Diving crossbody[5][6]
  - Enzuigiri[6]
  - Fireman's carry knee neckbreaker[104][105][106][107]
  - Diving Elbow Drop
  - Dropkick
  - Enzuigiri
  - German suplex[3]
  - Springboard moonsault, a veces a un oponente de pie
  - Knee drop brainbuster
  - Swinging neckbreaker
  - Backhand chop
  - Superkick[3]
  - Vertical suplex lifted and dropped into a neckbreaker[108][109][110]
  - Wheelbarrow double knee backbreaker[3]

- Managers
  - Kyle O'Reilly
  - Bobby Fish
  - Roderick Strong
  - Mia Yim[111]
- Apodos
  - "The Panama City Playboy" (CZW)[3]
  - "The Industry Ruler"
  - "ADAM COLE BAY BAY"

## Campeonatos y logros
- All Elite Wrestling
  - TNT Championship (1 vez)
  - Men's Owen Hart Cup (2022)

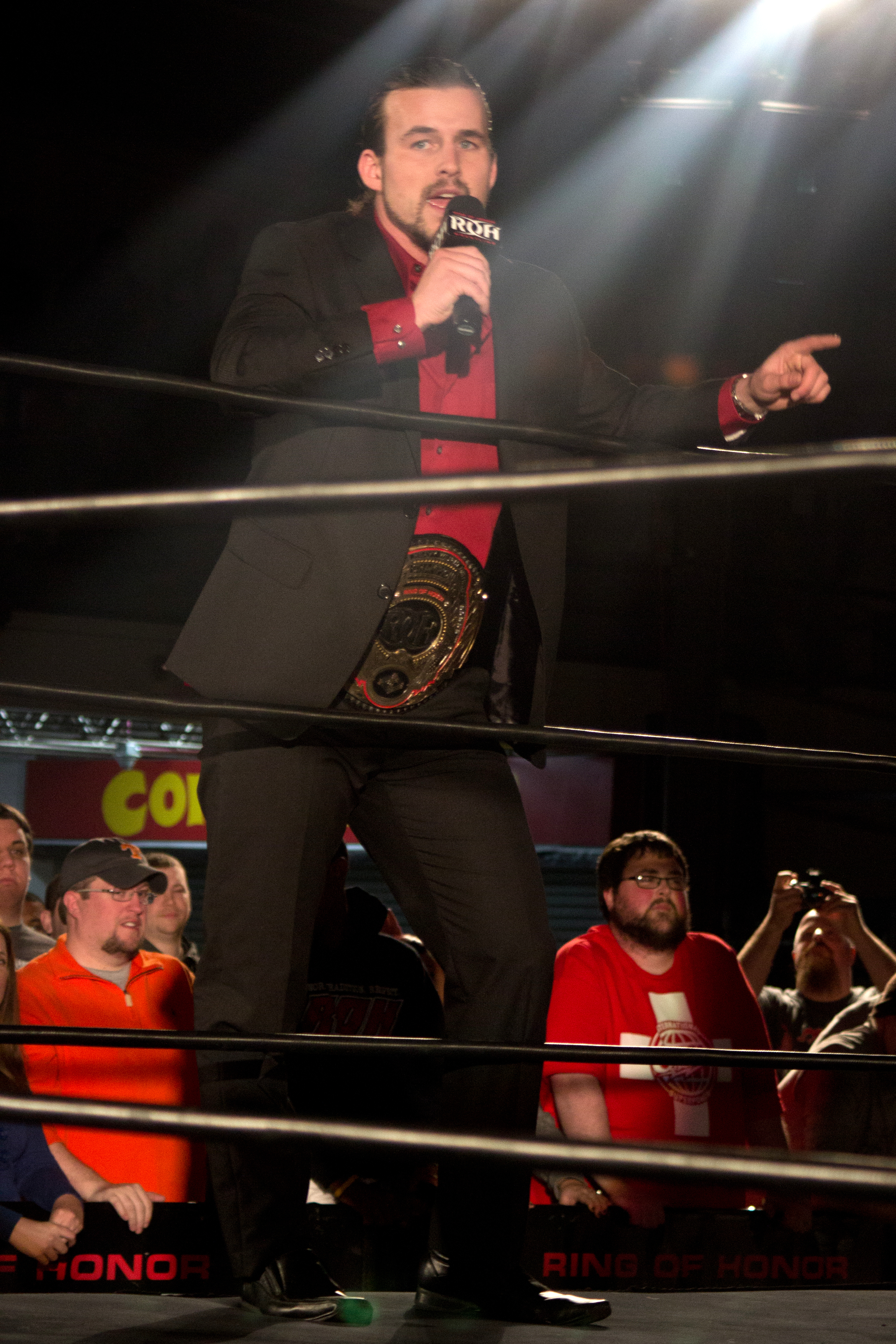
Cole como Campeón Mundial de ROH.

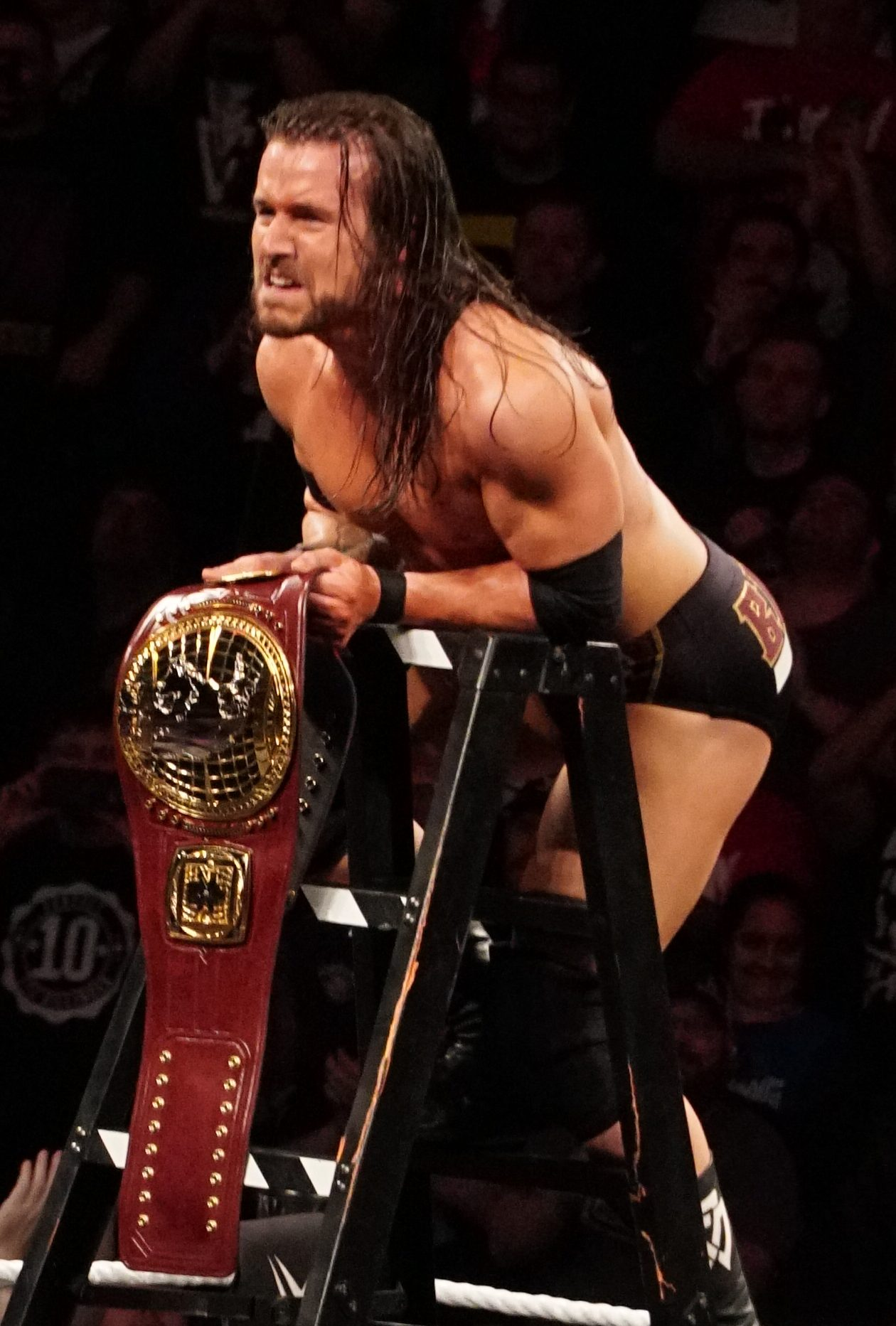
Cole como Campeón Norteamericano de NXT.

  - Blind Eliminator Tag Team Tournament (2023) – con MJF
  - Dynamite Award (1 vez)
    - Biggest Surprise (2022) - Adam Cole and Bryan Danielson make their debut

- Combat Zone Wrestling
  - CZW World Junior Heavyweight Championship (1 vez)
  - Best of the Best X (2011)

- Earnster Wrestling Alliance
  - EWA Cruiserweight Championship (1 vez)

- Maryland Championship Wrestling
  - MCW Rage Television Championship (2 veces)

- Premier Wrestling Xperience
  - PWX Heavyweight Championship (1 vez)

- Preston City Wrestling
  - PCW Heavyweight Championship (1 vez)

- Pro Wrestling Guerrilla
  - PWG World Championship (1 vez)
  - Battle of Los Angeles (2012)

- Real Championship Wrestling/RCW
  - RCW Cruiserweight Championship (1 vez)
  - RCW Tag Team Championship (1 vez) - con Devon Moore

- Ring of Honor
  - ROH World Championship (3 veces - récord)
  - ROH World Television Championship (1 vez)
  - ROH World Tag Team Championship (1 vez) – con MJF
  - Triple Crown Championship (octavo)

- World Wrestling Entertainment
  - NXT Championship (1 vez)
  - NXT North American Championship (1 vez e inaugural)
  - NXT Tag Team Championship (1 vez) - con Kyle O'Reilly[112]
  - NXT Triple Crown Championship (Segundo)
  - Dusty Rhodes Tag Team Classic (Tercer ganador) - con Kyle O'Reilly
  - NXT Year–End Award (7 veces)
    - Luchador del Año (2019, 2020)
    - Luchador promedio del Año (2019)
    - Rivalidad del Año (2019) vs. Johnny Gargano
    - Lucha del Año (2019, 2020) vs. Johnny Gargano (NXT Takeover: New York, 5 de abril), vs. Pat McAfee (NXT TakeOver: XXX)
    - Equipo del Año (2020) The Undisputed ERA

  - Bumpy Award (1 vez)
    - Rivalry of the Half-Year (2021) - vs Kyle O'Reilly

- WrestleCircus
  - Big Top Tag Team Championship (1 vez) – con Britt Baker[113]

- Pro Wrestling Illustrated
  - Luchador del año (2019)
  - Situado en el Nº417 en los PWI 500 de 2010[114]
  - Situado en el Nº115 en los PWI 500 de 2011[115]
  - Situado en el Nº75 en los PWI 500 de 2012[116]
  - Situado en el Nº55 en los PWI 500 de 2013[117]
  - Situado en el Nº9 en los PWI 500 de 2014[118]
  - Situado en el Nº39 en los PWI 500 de 2015[119]
  - Situado en el Nº45 en los PWI 500 de 2016[120]
  - Situado en el Nº14 en los PWI 500 de 2017[120]
  - Situado en el Nº21 en los PWI 500 de 2018[120]
  - Situado en el N°18 en los PWI 500 de 2019
  - Situado en el Nº2 en los PWI 500 de 2020[121]

- CBS Sports
  - Feudo del año (2019) vs. Johnny Gargano
  - Lucha del año (2019) contra Johnny Gargano en NXT TakeOver: Nueva York
  - Luchador del año (2019)

- Wrestling Observer Newsletter
  - WON Debutante del año - 2010[122]
  - Lucha 5 estrellas (2016) con The Young Bucks (Matt Jackson & Nick Jackson) vs. Matt Sydal, Ricochet y Will Ospreay el 3 de septiembre66
  - Lucha 5 estrellas (2018) vs. EC3 vs. Killian Dain vs. Ricochet vs. Lars Sullivan vs. Velveteen Dream en NXT TakeOver: New Orleans el 7 de abril
  - Lucha 5½ estrellas (2019) vs. Johnny Gargano en NXT TakeOver: New York el 5 de abril
  - Lucha 5¼ estrellas (2019) vs. Johnny Gargano en NXT TakeOver: XXV el 1 de junio
  - Lucha 5 estrellas (2021) con The Young Bucks (Matt Jackson & Nick Jackson) vs. Christian Cage & Jurassic Express (Jungle Boy & Luchasaurus) en Full Gear el 13 de noviembre